# ようじのぢかん
ようじのぢかんは、STVラジオで放送されていたラジオ番組。

## 概要
木村洋二が「週替わりのパーソナリティ」と称されるゲストを迎えてテーマトークを行う帯番組。2022年3月28日よりワイド番組「まるごと!エンタメ〜ション」内のコーナーとして開始、2023年10月より単独番組化されている。この他2023年5〜6月には早朝枠にて「ようじのぢかん傑作選」も放送されている。
ゲストが用意した10個の質問テーマの中から木村が番号で選んでトークを行い、面白く感動的な話には北菓楼の金貨チョコを進呈するが、つまらない話と判断された場合には没収される。1週間中にチョコを10個集めるとゲストがしてほしいことを番組が実現する。当初の10個特典は「素晴らしいプレゼント」としていた。

## 放送時間
- 2022年3月28日 - 2023年9月29日、月 - 金曜日13:40 - 13:50（まるごと!エンタメ〜ション内包コーナー）
- 2023年10月2日 - 2024年3月29日、月 - 金曜日12:30 - 12:40

傑作選
- 2023年5月2日 - 6月29日、火・木曜5:05 - 5:20

## 放送リスト
2023年
|      | 放送週 | ゲスト                                          | 放送期間            |
| ---- | ------ | ----------------------------------------------- | ------------------- |
| 1月  | 第1週  | 大田黒ヒロタカ(36号線)                          | 1月2日 - 1月6日     |
| 1月  | 第2週  | 奈良まなみ                                      | 1月9日 - 1月13日    |
| 1月  | 第3週  | 中村笑野                                        | 1月16日 - 1月20日   |
| 1月  | 第4週  | 渋谷もなみ                                      | 1月23日 - 1月27日   |
| 1月  | 第5週  | こおり健太                                      | 1月30日-2月3日      |
| 2月  | 第1週  | やわらげ西條(まごのて)                          | 2月6日 - 2月10日    |
| 2月  | 第2週  | やす(やすと横澤さん)                            | 2月13日 - 2月17日   |
| 2月  | 第3週  | 汗ながしカットマン(太田プロ札幌所属)            | 2月20日 - 2月24日   |
| 2月  | 第4週  | 川満姫野(太田プロ札幌)                          | 2月27日 - 3月3日    |
| 3月  | 第1週  | 吉田しゅんご(まごのて)                          | 3月6日 - 3月10日    |
| 3月  | 第2週  | 横澤(やすと横澤さん)                            | 3月13日 - 3月17日   |
| 3月  | 第3週  | 新浜レオン                                      | 3月20日-3月24日     |
| 3月  | 第4週  | かねきよ勝則(新宿カウボーイ)                    | 3月27日 - 3月31日   |
| 4月  | 第1週  | 岡田和樹(2回目)                                 | 4月3日 - 4月7日     |
| 4月  | 第2週  | 久保明日香(2回目)                               | 4月10日 - 4月14日   |
| 4月  | 第3週  | 木戸聡彦(2回目)                                 | 4月17日-4月21日     |
| 4月  | 第4週  | 佐藤宏樹(2回目)                                 | 4月24日 - 4月28日   |
| 5月  | 第1週  | 北本隆雄(2回目)                                 | 5月1日 - 5月5日     |
| 5月  | 第2週  | 油野純帆(2回目)                                 | 5月8日 - 5月12日    |
| 5月  | 第3週  | 藤井孝太郎(2回目)                               | 5月15日-5月19日     |
| 5月  | 第4週  | 佐々木美波(2回目)                               | 5月22日 - 5月26日   |
| 5月  | 第5週  | 高山幸代(2回目)                                 | 5月29日 - 6月2日    |
| 6月  | 第1週  | 千秋幸雄                                        | 6月5日 - 6月9日     |
| 6月  | 第2週  | 永井公彦(2回目)                                 | 6月12日 - 6月16日   |
| 6月  | 第3週  | 神谷誠(2回目)                                   | 6月19日-6月23日     |
| 6月  | 第4週  | 小澤徹也(つちふまズ)                            | 6月26日 - 6月30日   |
| 7月  | 第1週  | 村雨美紀(2回目)                                 | 7月3日 - 7月7日     |
| 7月  | 第2週  | 大家彩香(2回目)                                 | 7月10日 - 7月14日   |
| 7月  | 第3週  | 工藤聖太(2回目)                                 | 7月17日 - 7月21日   |
| 7月  | 第4週  | 岡崎和久(2回目)                                 | 7月24日 - 7月28日   |
| 7月  | 第5週  | 西尾優希(2回目)                                 | 7月31日 - 8月4日    |
| 8月  | 第1週  | 宮永真幸(2回目)                                 | 8月7日 - 8月11日    |
| 8月  | 第2週  | 庭野ほのか                                      | 8月14日 - 8月18日   |
| 8月  | 第3週  | 熊谷明美(2回目)                                 | 8月21日 - 8月25日   |
| 8月  | 第4週  | 内山よしこ(2回目)                               | 8月28日 - 9月1日    |
| 9月  | 第1週  | 吉川のりお(2回目)                               | 9月4日 - 9月8日     |
| 9月  | 第2週  | 福永俊介(2回目)                                 | 9月11日 - 9月15日   |
| 9月  | 第3週  | 宮崎愛瑠                                        | 9月18日 - 9月22日   |
| 9月  | 第4週  | 兼子真衣                                        | 9月25日 - 9月29日   |
| 10月 | 第1週  | 喜瀬ひろし                                      | 10月2日 - 10月6日   |
| 10月 | 第2週  | かねきよ勝紀（新宿カウボーイ）（2回目）         | 10月9日 - 10月13日  |
| 10月 | 第3週  | 田村次郎（HAMBURGER BOYS）                      | 10月16日 - 10月20日 |
| 10月 | 第4週  | 今朝丸仁美（2回目）                             | 10月23日 - 10月27日 |
| 10月 | 第5週  | 中村笑野（2回目）                               | 10月30日 - 11月3日  |
| 11月 | 第1週  | ちゃぼ（トリプルワン所属）                      | 11月6日 - 11月10日  |
| 11月 | 第2週  | 汗ながしカットマン（太田プロ札幌所属）（2回目） | 11月13日 - 11月17日 |
| 11月 | 第3週  | 小林快次（北海道大学総合博物館教授）            | 11月20日 - 11月24日 |
| 11月 | 第4週  | 田付美帆(2回目)                                 | 11月27日 - 12月1日  |
| 12月 | 第1週  | 彦摩呂（公開録音)                               | 12月4日 - 12月8日   |
| 12月 | 第2週  | 駒澤清華（サンミュージック）                    | 12月11日 - 12月15日 |
| 12月 | 第3週  | singer-tomomi                                   | 12月18日 - 12月22日 |
| 12月 | 第4週  | 白川安彦（元ノンキーズ・放送作家）              | 12月25日 - 12月29日 |

2024年
|     | 放送週 | ゲスト                        | 放送期間          |
| --- | ------ | ----------------------------- | ----------------- |
| 1月 | 第1週  | 村岡啓介(2回目)               | 1月1日 - 1月5日   |
| 1月 | 第2週  | JUN                           | 1月8日 - 1月12日  |
| 1月 | 第3週  | じゅんぺい(しろっぷ)(2回目)   | 1月15日 - 1月19日 |
| 1月 | 第4週  | ひろし(しろっぷ)(2回目)       | 1月22日 - 1月26日 |
| 1月 | 第5週  | 大田黒ヒロタカ(36号線)(2回目) | 1月29日 - 2月2日  |
| 2月 | 第1週  | ササキサキ(36号線)(2回目)     | 2月5日 - 2月9日   |
| 2月 | 第2週  | 田村みなみ(2回目)             | 2月12日 - 2月16日 |
| 2月 | 第3週  | 明逸人(ELEVENNINES)           | 2月19日 - 2月23日 |
| 2月 | 第4週  | 坂口紅羽(ELEVENNINES)         | 2月26日 - 3月1日  |
| 3月 | 第1週  | 梅原たくと(ELEVENNINES)       | 3月4日 - 3月8日   |
| 3月 | 第2週  | 町田誠也                      | 3月11日 - 3月15日 |
| 3月 | 第3週  | 納谷真大                      | 3月18日 - 3月22日 |
| 3月 | 第4週  | 工藤じゅんき                  | 3月25日 - 3月29日 |

## イベント
- 「ドリラジ」公開収録（2022年10月22日）[1][2]
  - 日本旅行北海道旅プラザ南1条店での道内民放ラジオ4局合同イベント「ドリラジ」の一環として、永井公彦（STVアナウンサー）をゲストに迎え公開収録を実施。公録の模様は10月24日 - 28日に放送。
- 新千歳空港「イルミネーションツリー点灯式」公開収録（2023年11月23日）[3]
  - 新千歳空港国内線ターミナル内センタープラザでのクリスマスイルミネーションツリー点灯式に先立ち、彦摩呂をゲストに迎えセンタープラザで公開収録を実施。また木村と彦摩呂は公録後の点灯式にも出演。公録の模様は12月4日 - 8日に放送。